# ۱۹۱ (میلادی)
۱۹۱ (میلادی) صد و نود و یکمین سال تقویم میلادی است.

## درگذشتگان
‎